# (7122) Iwasaki
Pour les articles homonymes, voir Iwasaki.
(7122) Iwasaki est un astéroïde de la ceinture principale.

## Description
(7122) Iwasaki est un astéroïde de la ceinture principale. Il fut découvert le 12 mars 1989 à Kitami par Kin Endate et Kazuro Watanabe. Il présente une orbite caractérisée par un demi-grand axe de 2,18 UA, une excentricité de 0,18 et une inclinaison de 1,6° par rapport à l'écliptique.

## Compléments